# 류드밀라 로가초바
류드밀라 로가초바(러시아어: Людмила Рогачёва, 1966년 10월 30일 ~ )는 러시아의 전직 육상 선수로 주로 1500m에서 활약하였다.
그녀는 1992년 바르셀로나 올림픽에서 1500m 결승전에 나가 3분 56.91초의 개인 최고 시간으로 은메달을 획득하였다.